# 니시하치오지역
니시하치오지역(일본어: 西八王子駅, にしはちおうじえき)은 일본 도쿄도 하치오지시에 있는 철도역이다.

## 타는 곳
| 1 | ■ 주오 본선   | 하치오지·다치카와 방면                                  |
| 1 | ■ 주오 쾌속선 | 하치오지·다치카와·미타카·신주쿠·도쿄 방면               |
| 2 | ■ 주오 본선   | 다카오·오쓰키·고후 방면                                 |
| 2 | ■ 주오 쾌속선 | 다카오·오쓰키·후지 급행 선에 직결 운행 가와구치 호 방면 |

## 역세권 정보
- 국도 20호선

## 역사
- 1939년 4월 1일: 영업 개시

## 인접역
| 동일본 여객철도 주오 본선    | 동일본 여객철도 주오 본선               | 동일본 여객철도 주오 본선  |
| ---------------------------- | --------------------------------------- | -------------------------- |
| JC 22 하치오지 도쿄 방면     | 주오 쾌속선 주오 특쾌 · 통근쾌속 · 쾌속 | JC 24 다카오 방면          |
| JC 22 하치오지 다치카와 방면 | 주오 본선 보통                          | JC 24 다카오 마쓰모토 방면 |